# Пеле (Виченца)
Пеле је насеље у Италији у округу Виченца, региону Венето.
Према процени из 2011. у насељу је живело 12 становника. Насеље се налази на надморској висини од 440 м.